# Summerhill (Nowy Jork)
Summerhill – miasto w Stanach Zjednoczonych, w stanie Nowy Jork, w hrabstwie Cayuga.